# Canal da Sardenha

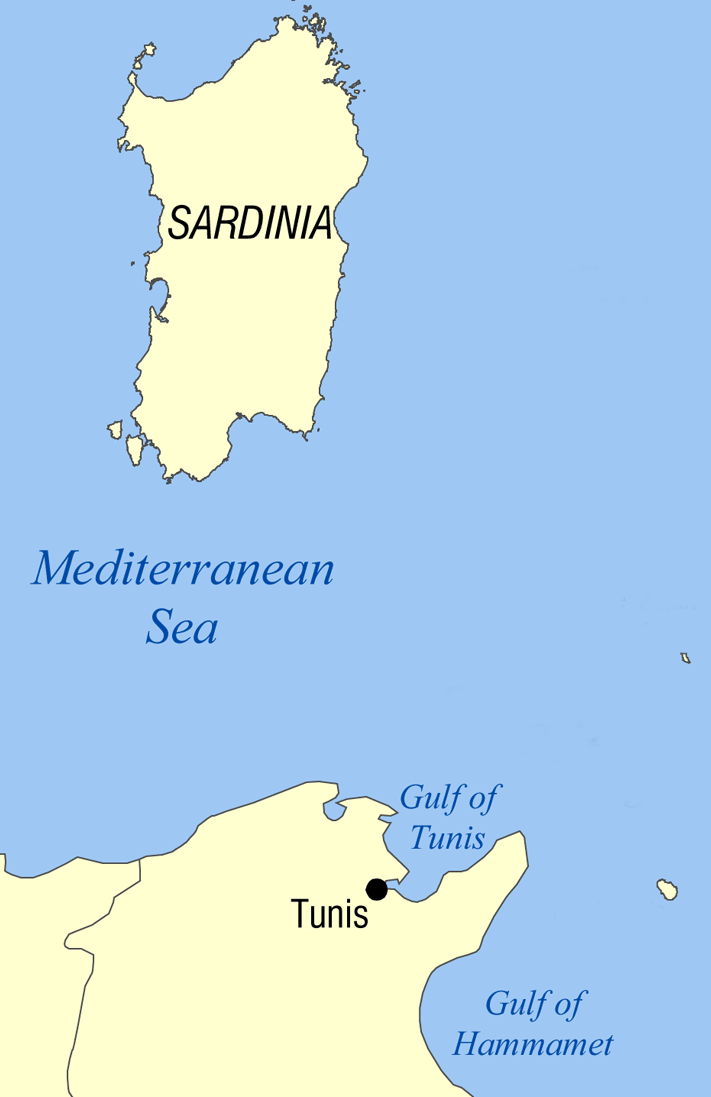

O canal da Sardenha ou estreito da Sardenha (em italiano:  Canale di Sardegna; em sardo:  Canale de Sardigna) é um canal no Mar Mediterrâneo ocidental que divide a Sardenha da costa tunisina (os pontos mais próximos entre a costa africana e a Sardenha ficam a 184 km): a oeste-sudoeste e a leste-nordeste permite um comunicação profunda entre as bacias argelina-lígure-provençal e o Tirreno, enquanto a sudeste se conecta com o canal da Sicília.

## Geologia
O canal da Sardenha está localizado em correspondência com uma parte submersa do ramo Apeninos-Magrebida da cadeia alpina. Ela deriva da sobreposição de duas placas tectônicas que produziram um espessamento e um afinamento da crosta terrestre, respetivamente. Esta evolução, típica das cadeias colisionais, pode ser bem observada no canal da Sardenha: as características morfológicas e estruturais são de facto muito evidentes também porque a submersão da bacia a preservou da erosão aérea.